# Стаки (Јужна Каролина)
Стаки (енгл. Stuckey) град је у америчкој савезној држави Јужна Каролина.

## Демографија
По попису из 2010. године број становника је 245, што је 18 (-6,8%) становника мање него 2000. године.
| Група             | 2000.       | 2010.       |
| Белци             | 45 (17,1%)  | 44 (18,0%)  |
| Афроамериканци    | 209 (79,5%) | 199 (81,2%) |
| Азијати           | 5 (1,9%)    | 0 (0,0%)    |
| Хиспаноамериканци | 2 (0,8%)    | 1 (0,4%)    |
| Укупно            | 263         | 245         |